# جون هودجز (لاعب كريكت)
جون هودجز (بالإنجليزية: John Hodges)‏ (11 أغسطس 1855 في المملكة المتحدة - 17 يناير 1933 بملبورن في أستراليا) هو لاعب كريكت أسترالي. شارك مع منتخب أستراليا الوطني للكريكت.

## وصلات خارجية
- جون هودجز على موقع إي آس بي آن كريك إنفو (الإنجليزية)